# Stadion Mustapha Ben Jannet
Das Stadion Mustapha Ben Jannet (arabisch ملعب مصطفى بن جنات, französisch Stade Mustapha Ben Jannet) ist ein Stadion in der tunesischen Küstenstadt Monastir. Es wird derzeit überwiegend für Fußballspiele genutzt.
Das im Jahr 1958 gebaute und im Jahr 2003 zuletzt renovierte Stadion hat eine Kapazität von 20.000 Plätzen, davon sind ein Viertel überdacht, 200 befinden sich im sogenannten „VIP-Bereich“. Die Pressetribüne ist mit 325 Plätzen ausgestattet.